# Алексеевка (Алексеевский район, Самарская область)
Алексеевка — село в Самарской области, административный центр Алексеевского района. Также является административным центром сельского поселения Алексеевка.

## География
Расположено на берегу реки Съезжая в 70 км от железнодорожной станции Богатое (на линии Кинель — Оренбург).

## История
Основано в 1809 году беглыми крестьянами. Первоначальное название — Землянки. Сохранилась церковь 1912 года постройки.

## Население
| 1939  | 1959  | 1970  | 1979  | 1986  | 1989  | 2002  |
| ----- | ----- | ----- | ----- | ----- | ----- | ----- |
| 3863  | ↘3342 | ↗3772 | ↗4805 | ↘4497 | ↗4846 | ↘4626 |
| 2010  | 2014  | 2015  | 2021  |       |       |       |
| ↘4513 | ↗4515 | ↗4521 | ↘4379 |       |       |       |